# برج قلعه اسجیل
برج قلعه اسجیل مربوط به دوره قاجار است و در شهرستان چناران، بخش گلبهار، دهستان گلمکان، شرق روستای اسجیل واقع شده و این اثر در تاریخ ۲۸ شهریور ۱۳۸۶ با شمارهٔ ثبت ۱۹۷۴۱ به‌عنوان یکی از آثار ملی ایران به ثبت رسیده‌است.